# 三岐鉄道モハ100形電車
三岐鉄道モハ100形電車（さんぎてつどうモハ100がたでんしゃ）は、かつて三岐鉄道三岐線に在籍した、1956年（昭和31年）12月の三岐線における電車による旅客輸送開始に際して導入された三岐鉄道初の電車である。
本項では、モハ100形と同時期に導入されたモハ110形電車、および前記電動車2形式の制御車として導入されたクハ200形電車についても併せて記述する。

## 概要
三岐鉄道三岐線（以下「三岐線」）は、1931年（昭和6年）12月の全線開業当時より、貨物輸送は蒸気機関車牽引列車によって、旅客輸送は内燃動車によってそれぞれ運行された非電化路線であった。貨物輸送および旅客輸送の別によって二種類の動力を保持することは、運行経費や運用効率という観点からは望ましいことではなく、戦前より電化による動力近代化が検討課題とされたものの、資金面の都合から実現することはなかった。戦後に至り、蒸機牽引による貨物列車について先行して動力近代化を実施することとなり、他事業者の事例を勘案して内燃動力化と電化を比較検討した結果、電化による動力近代化が決定、1954年（昭和29年）3月に全線の電化工事が完成した。電化工事完成と同時に、貨物輸送については電気機関車牽引列車による輸送に切り替えられたものの、旅客輸送は従前通り内燃動車によって行われたが、1956年（昭和31年）より旅客輸送についても電車に切り替えられることとなり、同年11月にモハ100形100・102、モハ110形110、クハ200形200の計4両の電車が導入された。これらは新製発注した車両ではなく、いずれも日本国有鉄道（国鉄）より払い下げを受けた中古車両であった。
各形式とも現在の東海旅客鉄道（JR東海）飯田線の前身となった5事業者のうちの1つである豊川鉄道が新製した車両群であり、豊川鉄道が保有する路線の国有化に伴って国鉄籍に編入された、いわゆる社形国電（私鉄買収国電）である。モハ100形100・101は1927年（昭和2年）1月に大阪鐵工所（現・日立造船）において附201・202として新製され、後に電動車化改造などを経てモハ80形81・82と改称・改番、国鉄籍編入後はモハ1620形1620・1621と改称・改番されたものである。モハ110形110は1929年（昭和4年）12月に日本車輌製造本店においてモハ30形33として新製、国鉄籍編入後はモハ1610形1612と改称・改番されたものである。クハ200形200は1927年（昭和2年）1月に川崎造船所（現・川崎重工業車両カンパニー）において附22として新製され、後年の改番によってクハ60形61となり、国鉄籍編入後はクハ5600形5600と改称・改番されたものである。いずれも晩年は広島鉄道管理局管内において運用され、全車とも1956年（昭和31年）3月に廃車となったのち、東洋工機において各種改造を実施し導入された。
さらに1958年（昭和33年）1月には西武鉄道よりクハ1231形1234を譲り受け、クハ200形201として導入した。同車は西武鉄道の前身事業者である武蔵野鉄道が、1940年（昭和15年）4月に日本鉄道自動車工業（現・東洋工機）において新製したクハ5855形5857を前身とし、導入に際しては前述各形式と同様に東洋工機において各種改造を施工した。
上記各形式の導入に伴う旅客輸送の電車化直後は、乗務員の運転訓練および検修作業員の技術習熟が間に合わず、また電車そのものの絶対数が運用数に対して不足していたことから内燃動車と併用して運用された。後年の自社発注のカルダン駆動車各形式（モハ120形・モハ130形・クハ210形電車）導入によって三岐鉄道は旅客輸送の完全電車化を達成、モハ100形・モハ110形・クハ200形の各形式も引き続き三岐線における主力車両として運用され、モハ100形は1978年（昭和53年）まで、モハ110形は1974年（昭和49年）まで、クハ200形は1977年（昭和52年）までそれぞれ在籍した。

## 車体
電動車であるモハ100形およびモハ110形は前後妻面に運転台を備える両運転台構造、クハ200形は西藤原向き妻面に運転台を備える片運転台構造である。各形式全車とも緩い弧を描く丸妻形状の前後妻面に貫通扉を備え、側面片側3箇所に片開構造の客用扉を備える。いずれも車内はロングシート仕様である。車体塗装については、従来より在籍した内燃動車が車体窓周りをクリーム・腰板部および幕板部をグリーンとした2色塗りを標準塗装としていたのに対し、モハ100形・モハ110形・クハ200形の各形式においては車体窓周りをクリーム・腰板部および幕板部をダークブルーとした2色塗りを採用、同塗装は三岐鉄道に在籍する電車の標準塗装として長年踏襲された。
モハ100形・モハ110形およびクハ200形200については、鉄道車両の構体が木造から鋼製に切り替わる黎明期において川崎造船所が各地の私鉄事業者へ納入した、いわゆる「川崎造船所型（川造型）」に属する車体を有し、リベットによる組立工法を多用して製造された構体・深めに取られた屋根部構造・腰板部を広く取った腰高な窓配置といった共通する特徴を備える。もっとも、製造メーカー・用途および製造時期の相違により各形式とも各部には差異が存在し、また川崎造船所製のクハ200形200が「川造型」の流儀に則り構体全てを普通鋼製とした全鋼製車体を備えるのに対し、大阪鐵工所製のモハ100形および日本車輌製造製のモハ110形は内装など一部を木造とした半鋼製車体である点が異なる。なお、全車とも導入に際して、外板張り替えによる車体修繕および外板張り替えに伴う窓上下の補強帯（ウィンドウシル・ヘッダー）の平帯化・非パンタグラフ側運転台への乗務員扉増設（モハ100形・モハ110形のみ）・前後妻面への貫通幌新設・原形では一段落とし窓構造であった側窓の二段上昇窓構造化・車内照明の蛍光灯化などが東洋工機において施工された。
モハ100形は妻面形状が平面に近く、また幕板部が若干広く取られ、その分屋根部曲線の始端が上方に位置する点が特徴である。側面窓配置はdD1 5D6Dd（d：乗務員扉、D：客用扉、各数値は側窓の枚数）で、側窓「1」と「5」の間には太い窓間柱を有し、豊川鉄道における竣功当初は郵便・荷物合造車として落成した関係で窓配置が若干変則的なものとなっている。モハ110形は外観上「川造型」の原設計を比較的忠実に踏襲したが、溶接工法の本格採用に伴って外板部のリベットが大幅に減少した点が主な相違点である。側面窓配置はdD6D6Ddである。クハ200形200は「川造型」の原設計そのままの重厚な外観を呈し、側面窓配置はdD6D6D1である。また、モハ100形は幕板部全周に雨樋を備えるのに対し、モハ110形およびクハ200形200は雨樋を設置せず前面および側面各扉の上部に半円形状の水切りを備える点が異なる。
クハ200形201は上記4両とは全く異なる、溶接工法によって組み立てられた屋根部の浅い半鋼製構体を有する。緩い弧を描く丸妻形状の前後妻面・緩い半円形状の前面雨樋形状・窓の上下寸法を大きく取った二段窓構造の側窓など、同車と同時期に日本鉄道自動車工業において新製された南武鉄道モハ500形電車505・506、宇部鉄道デハニ350形電車などと共通する特徴を備える。導入に際しては前述各車と同じく東洋工機において前後妻面へ貫通扉・貫通路ならびに貫通幌を新設したほか、車内照明の蛍光灯化が施工された。

## 主要機器
三岐鉄道への導入に際しては一部機器の換装が実施されているが、いずれも車体改修と同様に東洋工機において施工された。

### 制御装置
日立製作所製の電空カム軸式間接自動制御装置H200TN-1を採用し、直並列組合せ抵抗制御による速度制御を行う。

### 主電動機
モハ100形は国鉄在籍当時搭載した東洋電機製造TDK-528A（一時間定格出力74.6kW）から東芝SE-191（一時間定格出力56kW）へ、モハ110形はイングリッシュ・エレクトリック (EE) 社DK-36（一時間定格出力70.8kW）からメーカーおよび型番不詳の出力82kWの主電動機へ、導入に際してそれぞれ換装された。モハ100形は主電動機を1両当たり4基搭載し、モハ110形は1両当たり2基搭載したが、後者については出力不足のため制御車との連結運転が不可能であるなど運用上の制約が生じ、1958年（昭和33年）1月に主電動機を東洋電機製造TDK-31/2-H（一時間定格出力67kW）へ換装、同時に主電動機4基搭載仕様に改められた。
いずれも駆動方式は吊り掛け式、歯車比は東芝SE-191を搭載するモハ100形が4.93 (74:15)、東洋電機製造TDK-31/2-Hを搭載するモハ110形が4.25 (68:16)である。

### 制動装置
日本エヤーブレーキ（現・ナブテスコ）開発のA弁を採用するAMA / ACA自動空気ブレーキを常用し、手用制動を併設する。

### 台車
モハ100形は、国鉄在籍当時モハ100が日本車輌製造D18を、モハ101が住友製鋼所（現・住友金属工業）KS-30Lをそれぞれ装着したが、導入に際してモハ100は日本車輌製造D16（車輪径864mm、固定軸間距離2,100mm）に、モハ101は汽車製造BW-78-25A（車輪径864mm、固定軸間距離2,130mm）にそれぞれ換装された。モハ110形110およびクハ200形200は、国鉄在籍当時から装着する日本車輌製造D18（モハ110）および住友製鋼所KS-31L（クハ200）のまま導入され、クハ200形201についても西武鉄道在籍当時から装着するTR10を継続して装着した。
いずれの台車も揺れ枕吊り方式の釣り合い梁式台車であり、日本車輌製造D16・D18、汽車製造BW-78-25Aおよび住友製鋼所KS-31Lはボールドウィン・ロコモティブ・ワークス社開発のボールドウィンA形台車に範を取った形鋼（もしくは鋳鋼）組立型台車、TR10は側枠に球山形鋼を用いた鉄道院の制式台車である。

### その他
集電装置は菱形パンタグラフを採用、電動車1両当たり1基搭載し、連結器は制御車の連結面を含め、全て並形自動連結器で統一されている。

## 運用
モハ100形・モハ110形・クハ200形の各形式は電動車・制御車の組み合わせを基本として2両編成を2本組成し、余剰となる1両については増結用途に供された。またモハ110形110は、前述の通り竣功当初は主電動機2基仕様であったことから、増結用途および臨時増発時などにおける単行運用用途に専従したが、1958年（昭和33年）1月に主電動機換装による出力増強ならびに主電動機4基仕様化を実施、運用上の制約は解消した。
1959年（昭和34年）5月より導入されたモハ120形・モハ130形・クハ210形の増備に伴い、同3形式との併結運用を目的として、モハ100形・モハ110形・クハ200形の各形式全車を対象に運転台への速度計設置・車内放送装置の新設・制動装置の改良などが施工された。併結対応工事完了後は全形式とも共通運用が可能となり、形式ごとの区別なく併結運用が実施された。
しかし1970年代に至り、クハ200形201を除く全車とも経年が50年を超過し各部の老朽化が顕著となったことから、モハ150形電車および501系電車など後継車両の導入に伴って代替されることとなり、モハ110形110が1974年（昭和49年）11月に、クハ200形200・201が1977年（昭和52年）3月にそれぞれ廃車となり、両形式とも形式消滅した。最後まで残存したモハ100形についても、翌1978年（昭和53年）1月にモハ101が、同年2月にモハ100が相次いで廃車となり、三岐線の旅客輸送の電車化に際して導入された各形式は全廃となった。廃車後は全車とも解体処分され、現存する車両はない。

## 車歴
|           | 車番    | 竣功年月   | 旧所属事業者における車番変遷              | 廃車       |
| モハ100形 | モハ100 | 1956年11月 | 豊川附201→モハユニ201→モハ81→国鉄モハ1620 | 1978年2月  |
| モハ100形 | モハ101 | 1956年11月 | 豊川附202→モハユニ202→モハ82→国鉄モハ1621 | 1978年2月  |
| モハ110形 | モハ110 | 1956年11月 | 豊川モハ33→国鉄モハ1612                   | 1974年11月 |
| クハ200形 | クハ200 | 1956年11月 | 豊川附22→クハ61→国鉄クハ5600              | 1977年3月  |
| クハ200形 | クハ201 | 1958年1月  | 武蔵野クハ5857→西武クハ1233→クハ1234      | 1977年3月  |